# Las Violetas (Mendoza)
Las Violetas es una localidad y distrito ubicado en el departamento Lavalle de la Provincia de Mendoza, Argentina. 
Se encuentra sobre la Ruta Provincial 28, a 500 metros del río Mendoza.
En 2012 se inauguró un templo católico dedicado a la Virgen de la Candelaria. En el distrito funcionaban escuelas de verano donde los niños son contenidos por una organización de los propios vecinos mientras los padres trabajan.